# ایشمنوو
ایشمنوو (انگلیسی: Ishmenevo) یک شهرک در شهرستان بوزدیاکسکی باشقیرستان کشور روسیه است.